# Chi Chi LaRue

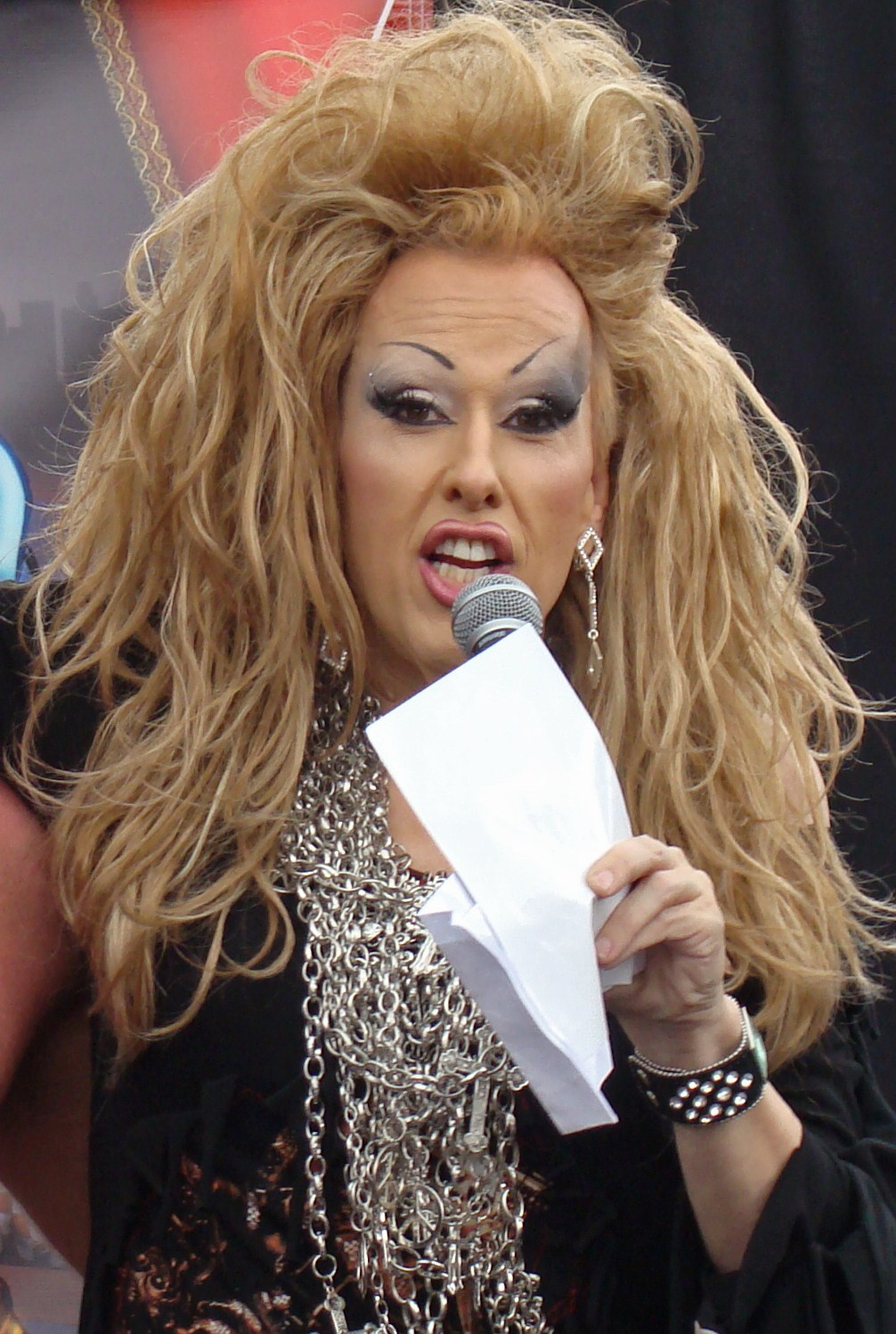
Chi Chi LaRue 2019

Chi Chi LaRue (* 8. November 1959 in Hibbing, Minnesota, USA; eigentlich Lawrence David Paciotti) ist ein US-amerikanischer Produzent und Regisseur von hauptsächlich schwulen und bisexuellen Pornofilmen. Sein weiblich klingendes Pseudonym erklärt sich daraus, dass er oft als Drag Queen auftritt. Einige Filme drehte er unter dem Pseudonym Taylor Hudson.

## Leben
Lawrence David Paciotti trat ab Ende der 1970er in Minneapolis–Saint Paul als Teil des Drag-Queen-Duos The Wather Gals auf und nahm dort das Pseudonym Chi Chi LaRue auf, unter der sie danach bekannt wurde. Sie zog in den 1986 nach Los Angeles, wo sie als Verwaltungsangestellte und Publizistin für Catalina Video arbeitete. Durch die AIDS-Krise in der Pornoindustrie kam es zu einer hohen Fluktuation von Darstellern aber auch Regisseuren, so dass sie Ende der 1980er häufiger mit der Regie von Pornofilmen betreut wurde. Seit 1988 begann sie mit der Regie von vor allem homosexuellen Pornofilmen, wobei sie ab 2003 auch heterosexuelle Pornofilme für Vivid Video drehte. Außerdem war sie bei Falcon Entertainment beschäftigt, wo sie nach John Rutherfords Weggang zum bekanntesten Regisseur aufstieg. Durch ihr schrilles Auftreten wurde sie zur Lieblingsregisseurin diverser Pornostars wie unter anderem Jenna Jameson und Tera Patrick.
1992 trat sie in Madonnas Musikvideo zu Deeper and Deeper auf. Einen weiteren Auftritt hatte sie in RuPauls Musikvideo zu Jealous of My Boogie (2009). Selbst tretete sie das Musikvideo I am a Pig für das Halford/Reznor 2wo.
2004 erlitt sie einen leichten Herzinfarkt, als sie für Taking Flight nach London fliegen wollte. Chris Steele übernahm daher die Regie für den Bestseller von Falcon. Kurz danach verließ sie Falcon, um sich auf die Filme ihrer eigenen Produktionsfirma Rascal Videos zu konzentrieren. 2005 erschien mit Heaven to Hell, einem Fantasy-Porno ihr letzter Film für Falcon.
Im Februar 2006 wurde berichtet, sie habe sich von der Pornofilmgesellschaft Vivid Video getrennt, da diese zu einer condom-optional-Politik übergegangen sei. Sie ist eine starke Vertreterin der Rechte von Angestellten der Pornoindustrie und eine Verfechterin von Safer Sex am Set.
Chi Chi LaRue ist Miteigentümer des Unternehmens Channel 1 Releasing. Postkarten, Fotobücher und Kalender von Chi Chi LaRue und seinem Label Rascal erscheinen im deutschen Bruno Gmünder Verlag.
Seit mehreren Jahren tritt sie auch als DJ auf, wobei die Musik in Richtung Eurodance geht. Chi Chi LaRue ist trockene Alkoholikerin und Drogenabhängige. Sie benötigte 2015 einen Magen-Bypass und kämpft seitdem gegen ihre Sucht an. Über ihre Probleme spricht sie offen.
2020 wurden Vorwürfe des sexuellen Missbrauchs gegenüber Chi Chi LaRue laut. Sie soll den Pornodarsteller Papi Suave belästigt haben. Als Konsequenz beendete Mile High Media die Zusammenarbeit mit ihr. Chi Chi LaRue gehörte zu den Gründungsmitgliedern des Interracial-Porn-Labels Noir Male. Sie gab später zu, zu diesem Zeitpunkt einen schweren Rückfall gehabt zu haben und zudem depressiv gewesen zu sein. Ihre Karriere kam damit zum Erliegen. Allerdings bestritt sie den Missbrauch und gab an, Suave habe gelogen, um sich wichtig zu machen und so ihre Karriere sabotiert.

## Nominierungen und Auszeichnungen

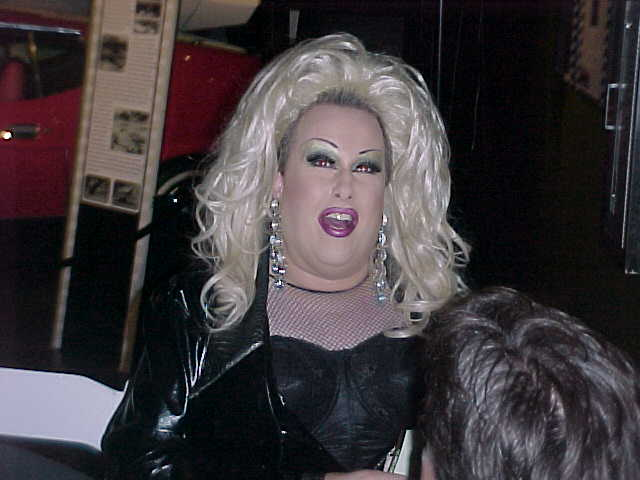
Chi Chi LaRue (2000)

### Auszeichnungen
1991 gewann sie bei den GayVN Awards ihren ersten Award als Best Director (Gay Video) für The Rise (unter dem Pseudonym Taylor Hudson) sowie den Award für die Best Non-Sexual Performance – Bi,Gay, Trans Video für More of a Man. Es folgten zahlreiche weitere Auszeichnungen. Chi Chi LaRue wurde in die AVN Hall of Fame aufgenommen.
- 1991: GayVN Award als Best Director (Gay Video) für The Rise (unter dem Pseudonym Taylor Hudson)
- 1991: GayVN Award  für die Best Non-Sexual Performance – Bi,Gay, Trans Video für More of a Man.
- 1993: GAyVN Award als Director Best Director (Gay Video) für Songs in the Key of Sexual
- 1999: Grabby Award: Wall of Fame
- 1999: Grabby Award für das Best All-Sex Video für Link 2 Link
- 1999: Grabby Award als Best Director (Zusammen mit Kristen Bjorn)
- 1999: Grabby Award für das Best Ethnic Video mit Black Ballad 2
- 2000: Grabby Award für das Best All-Sex Video für The Final Link
- 2001: GayVN Award als Best Director (Gay Video) für Echoes
- 2001: Grabby Award als Best Director für Echoes
- 2001: Grabby Award für Best Video mit Echoes
- 2004: Grabby Award für Classic Movie Remake für The Back Row
- 2002: GayVN Award als Best Director (Bisexual Video) für Mile Bi Club
- 2003: Grabby Award als Best Director für Deep South: The Big And The Easy Part I and Part II (mit John Rutherford)
- 2003: GayVN Award als Best Director für Deep South: The Big And The Easy Part I and Part II (mit John Rutherford)
- 2006: Grabby Award als Best Director für Wrong Side of the Tracks Part I and II
- 2006: GayVN Award als Best Director (Bisexual Video) für Wrong Side of the Tracks Part I and II
- 2007: eine der  „50 Most Powerful Gay Men and Women in America“ laut Out Magazine
- 2007: Grabby Award für Lifetime Achievement Award

### Nominierungen
- 2001: Grabby Award für Best Comedy Video für Jacked to Vegas
- 2001: Grabby Award für Best Non-Sex Performance in Jacked to Vegas
- 2002: Grabby Award als Best Director für The Back Row
- 2003: Grabby Award für Best Non-Sex Performance in Porn Academy
- 2004: Grabby Award für Best Non-Sex Performance in Homecoming
- 2005: Grabby Award als Best Director für Detention
- 2005: Grabby Award als Best Director für Bolt
- 2006: AVN Award als Best Director – Film für Sentenced
- 2006: Grabby Award für Best Non-Sex Performance in Wicked
- 2006: Grabby Award für das Best Screenplay für Wrong Side of the Tracks Part I and II (zusammen mit Doug Jeffries)
- 2007: Grabby Award für Best Non-Sex Performance in The Velvet Mafia: Part 1 & 2
- 2008: GayVN Award als Best Director für Link: The Evolution
- 2008: Grabby Award als Best Director für Link: The Evolution
- 2008: XBIZ Award als GLBT Director of the Year
- 2009: XBIZ Award als GLBT Director of the Year
- 2010: Grabby Award als Best Director für Raising the Bar 1
- 2010: AVN Award für das Best Screenplay für Jenna Confidential
- 2010: Grabby Award als Best Non-Sexual in Fuck U
- 2013: AVN Award für die Best Non-Sex-Performance für Star Wars XXX: A Porn Parody
- 2016: AVN Award als Mainstream Star of the Year
- 2018: GayVN Award: Social Media Star (Fan Award)
- 2020: Cybersocket Award als Best Personality
- 2020: Cybersocket Award als Director of the Year

## Filmografie (Auswahl)

### Regie
In ihrer langen Karriere drehte Chi Chi LaRue über 500 Filme als Regisseurin, zum Teil unter verschiedenen Pseudonymen wie Lawrence David und Taylor Hudson. Als Performer trat sie oft in nicht-sexuellen Szenen auf.
- 1987: Black Attack
- 1989: All Night Long
- 1989: The Buddy System I & II
- 1990: French Kiss
- 1991: Introducing Tracey Wynn
- 1991: Big Switch 3: Bachelor Party
- 1991: The Rise
- 1991: More of a Man
- 1992: Sex Shooters II
- 1992: Songs in the Key of Sex
- 1992: She-Male Mistress
- 1992: Sex in Wet Places
- 1992: Long Distance Lovers
- 1992: Powertool 2: Breaking Out
- 1992: My Cousin Danny
- 1992: Midnight Sun
- 1992: Bi-ology: The Making of 'Mr. Right'
- 1993: Rags to Riches
- 1994: Secret Sex 1–3
- 1997: Black Attack II
- 1998: Fit for a Man
- 1998: Black Ballad II
- 1999: Miss Kitty's Litter: Days Gone Bi
- 1999: Hardbody 2000 2: Chi Chi's Birthday Bash
- 1999: Link 2 Link
- 2000: Echoes
- 2000: Final Link
- 2001: the Back Row
- 2001: Shock Part 1 & 2
- 2002: Deep South: The Big and the Easy, Part 1 & 2
- 2002: After Shock 1 & 2
- 2003: Drenched Part 1 & 2
- 2003: Detention
- 2004: Sentenced
- 2004: Bolt
- 2005: Wrong Side of the Tracks: Part One & Two
- 2005: Wicked
- 2005: Klötenwoche (Set in Stone)
- 2006: Die juckende Prostata (No Cover)
- 2007: Link: The Evolution
- 2007: Durchgeballerte Po-Muschis (In His Dreams)
- 2009: Jan Fischer: Superstar
- 2010: Tommy Ritter Superstar
- 2011: Leading men
- 2019: Scared Stiff 2: The Amityville Whore

### Schauspieler
- 1992: The Erotic Adventures of the Three Musketeers
- 1992: The Three Musketeers Part 1 & 2
- 1992: Powertool 2: Breaking Out
- 1992: Batwoman & Catgirl
- 1993: Valley of the Bi Dolls
- 1994: Sinderella She-Males
- 1994: Hung Riders
- 1994: The Revenge of the Bi Dolls
- 1995: Bi Now, Pay Later
- 1996: The Hills Have Bis
- 1996: Hung Riders 2: The Heat Is On
- 1997: Night of the Living Bi-Dolls
- 1997: Goodfellas, Badfellas
- 2000: Jacked to Vegas
- 2001: The Seven Deadly Sins: Gluttony
- 2002: Porn Academy
- 2003: Homecoming
- 2005: World Splash Orgy
- 2006: Open Set
- 2006: The Velvet Mafia 1 & 2
- 2012: Star Wars XXX: A Porn Parody

## Fotobände von Chi Chi LaRue (Auswahl)
- Link - The Evolution, Bruno Gmünder Verlag, 2007, ISBN 978-3-86187-474-4
- Smut - The Evolution, Bruno Gmünder Verlag, 2007, ISBN 978-3-86187-472-0